# سیارک ۳۵۰

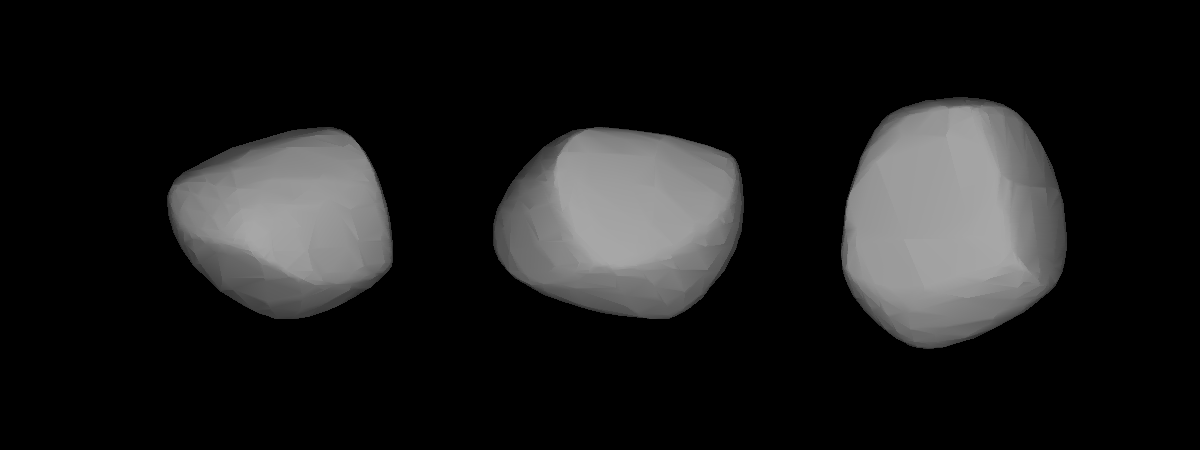

سیارک ۳۵۰ (به انگلیسی: 350 Ornamenta، نامگذاری:1892U) سیصد و پنجاهمین سیارک کشف شده‌است که در ۱۴ دسامبر ۱۸۹۲ و در نیس کشف شد.
قدر مطلق سیارک برابر ۸٫۳۷ است.